# Federico Paris
Federico Paris (né le 9 novembre 1969 à Rho, dans la province de Milan, en Lombardie) est un coureur cycliste italien.

## Biographie
Spécialiste du tandem, Federico Paris a été trois fois champion du monde de cette discipline, en 1990, 1992 et 1993.

## Palmarès sur piste

### Championnats du monde
- Lyon 1989
  -  Médaillé de bronze du tandem

- Maebashi 1990
  -  Champion du monde de tandem (avec Gianluca Capitano)

- Stuttgart 1991
  - 4e du tandem
  - 5e de la vitesse

- Valence 1992
  -  Champion du monde de tandem (avec Gianluca Capitano)

- Hamar 1993
  -  Champion du monde de tandem (avec Roberto Chiappa)

- Palerme 1994
  -  Médaillé de bronze du tandem
  -  Médaillé de bronze du keirin
  - 5e de la vitesse

- Bogota 1995
  -  Médaillé de bronze du keirin

### Championnats du monde juniors
- 1987
  -  Médaillé de bronze de la vitesse juniors

### Championnats d'Italie
- 1987
  -  Champion d'Italie de vitesse juniors

## Palmarès sur route
- 1989
  -  Champion d'Italie amateurs 2e catégorie
  - Trophée Luigi Masseroni
  - Targa d'Oro Città di Legnano
  - Circuito Isolano
  - Circuito Alzanese
- 1992
  - 3e du Trophée Antonietto Rancilio